# Hartama Xar Bamiã
Hartama Xar Bamiã (em árabe: هرثمة شارباميان; romaniz.: Harthamah Shar Bamiyan) foi um pessoa de importância e governador provincial do século IX para o Califado Abássida.

## Vida
Xar Bamiã era aparentado com a família reinante em Bamiã, uma cidade no Indocuche cujos príncipes portaram o título persa de "xer" (sher). Após a conversão dos príncipes de Bamiã para o islamismo no final do século VIII, os membros da dinastia entraram em serviço dos abássidas e portaram influentes posições na corte califal no Iraque. Xar Bamiã foi um daqueles que seguiram este caminho e residiu em Samarra, onde posteriormente tornar-se-ia parte da comitiva do turco Itaque e, junto com Iázide ibne Abedalá, foi conhecido como um dos associados mais próximos de Itaque.
Durante o reinado do califa Aluatique (r. 842–847), Xar Bamiã foi nomeado como governador residente de Itaque no Iêmen em resposta ao apelo iemenita por reforços contra a rebelião dos iufíridas. Após chegar no Iêmen no começo de 844, avançou com seu exército e colocou os iufíridas sob cerco em Jabal Ducar, mas suas forças falharam em invadir a fortaleza rebelde. Vendo que estava fazendo progresso algum contra os insurgentes, Xar Bamiã decidiu retroceder e descansar em Saná, deixando a posição iufírida intacta. O fracasso da campanha resultou em sua demissão e substituição como governador por Jafar ibne Dinar Alfaiate.
No começo do reinado do califa Mutavaquil (r. 847–861), a Xar Bamiã foi confiado o governo das regiões sírias de Alepo, Quinacerim e o Auacim.